# Niszczyciele typu Rochefortais
Niszczyciele typu Pertuisane, określane też typem Rochefortais – seria francuskich niszczycieli z początku XX wieku, będących w służbie podczas I wojny światowej, licząca 4 jednostki. 

## Historia
Niszczyciele typu Pertuisane, nazywane tak od głównego okrętu, określane też powszechnie jako typ Rochefortais od miejsca budowy, należały do grupy francuskich niszczycieli tzw. 300-tonowych. Serię czterech okrętów zamówiono 8 czerwca 1899 w stoczni w Rochefort, według planów stoczni Augustin Normand. Stanowiły one modyfikację projektu dwóch ulepszonych okrętów typu Durandal (pierwszego typu francuskich niszczycieli) – "Fauconneau" i "Espingole". Były też do nich bardzo podobne, odróżniając się lekko pochylonymi kominami. Stępki pod budowę okrętów położono między czerwcem 1899 a styczniem 1900. Okręty wodowano w latach 1900/1901, lecz wyposażanie ich trwało stosunkowo długo i przechodziły one próby morskie w latach 1902/1903
Okręty otrzymały, podobnie jak inne niszczyciele programu 300-tonowego,  nazwy od historycznych broni piechoty: "Pertuisane" (partyzana), "Escopette" (krótka broń palna jazdy), "Flamberge" (flamberg), "Rapière" (rapier).
Konstrukcja okrętów była analogiczna do typu Durandal.

## Okręty
| Nazwa      | Stocznia  | Data wodowania | Los                   |
| ---------- | --------- | -------------- | --------------------- |
| Pertuisane | Rochefort | 05. 12. 1900   | wycofany 16. 03. 1923 |
| Escopette  | Rochefort | 20. 12. 1900   | wycofany 4. 04. 1921  |
| Rapière    | Rochefort | 16. 07. 1901   | wycofany 27. 10. 1921 |
| Flamberge  | Rochefort | 28. 10. 1901   | wycofany 1. 10. 1920  |

## Służba w skrócie
W odróżnieniu od pozostałych typów niszczycieli 300-tonowych, żaden z niszczycieli typu Pertuisane nie został utracony w kolizji lub walce. Wszystkie cztery służyły podczas I wojny światowej, chociaż były już wtedy przestarzałe i odpowiadały wielkością nowo budowanym torpedowcom. Przetrwały wojnę, po której zostały wycofane ze służby w latach 1920-1923. Główny okręt "Pertuisane" był zarazem ostatnim wycofanym z francuskich niszczycieli typu 300-tonowego.